# Espunyola
Espunyola (en catalán y oficialmente l'Espunyola) es un municipio de España en la provincia de Barcelona, comunidad autónoma de Cataluña.Cuenta con una población de 262 habitantes (INE 2024).

## Demografía
Espunyola cuenta con una población de 262 habitantes (INE 2024).
| Gráfica de evolución demográfica de Espunyola entre 1842 y 2021 |
| |
| Población de derecho según los censos de población del INE. Población de hecho según los censos de población del INE.Entre el censo de 1857 y el anterior, crece el término del municipio porque incorpora a El Cint. |

| 383                        | 569 | 490 | 349 | 311 | 300 | 270 | 283 | 267 | 273 | 269 | 255 |
| (Fuente: [cita requerida]) |     |     |     |     |     |     |     |     |     |     |     |

## Economía
Agricultura de secano y ganadería.

## Lugares de interés
- Iglesia de Santa Margarita de Mercadal, de estilo románico.
- Castillo de Espunyola, construido entre los siglos XIII y XVI, declarado Bien Cultural de Interés Nacional en 1949.